# Luis Ortiz Monasterio
Luis Ortiz Monasterio (Ciudad de México, 23 de agosto de 1906 - ibídem, 16 de febrero de 1990) fue un escultor y académico mexicano.

## Estudios y docencia
Realizó sus estudios en la Escuela Normal para Maestros y en la Academia de San Carlos. Impartió clases de dibujo en la Escuela de Maestros Constructores de la Secretaría de Educación Pública.

## Trayectoria
En 1925 se trasladó a California, residiendo durante dos años, en donde trabajó y amplió sus estudios. Posteriormente en 1929 radicó en Los Ángeles California, frecuentó a los pintores Alfredo Ramos Martínez , Federico Cantú  y Luz Fabila Montes de Oca   Presentó sus primeras obras en la Book Shop Gallery en Los Ángeles y en la Gump's Art Gallery en San Francisco. En 1946, participó en la Exposición Internacional de Escultura en el Museo de Arte de Filadelfia.
En 1948, fue invitado por el arquitecto José Villagrán García para participar en la convocatoria del periódico Excélsior y del Departamento del Distrito Federal para realizar el Monumento a la Madre. Realizó el busto de Antonio Caso el cual fue develado en El Colegio Nacional el 2 de marzo de 1961, Jesús Silva Herzog y Jaime Torres Bodet fueron los encargados de pronunciar los discursos de la ceremonia.
En 1967 ganó el Premio Nacional de Bellas Artes. En 1968, fue miembro fundador de la Academia de Artes. Desde la década de 1960, se dedicó a la realización de obras de pequeño formato o de caballete. Murió el 16 de febrero de 1990.

## Obras
- El llamado de la revolución (1932-1934)
- El esclavo
- La victoria (1935)
- El nacimiento de Apolo (1936)
- La Venus (1937)
- Monumento a los defensores de la ciudad de Puebla (1943)
- Monumento a la Madre (1949)
- Fuente de Nezahualcóyotl en Chapultepec (1956)
- Mascar Azteca (1957)
- Estela (1969)